# Convoi HX 19
Le convoi HX 19 est un convoi passant dans l'Atlantique nord, pendant la Seconde Guerre mondiale. Il part de Halifax au Canada le 7 février 1940 pour différents ports du Royaume-Uni et de la France. Il arrive à Liverpool le 22 février 1940.

## Composition du convoi
Ce convoi est constitué de 45 cargos :
- Royaume-Uni : 42 cargos
- Grèce : 1 cargo
- France : 1 cargo
- Norvège : 1 cargo

Le cargo britannique Capulet et le français Bourgogne ne partent finalement pas avec ce convoi mais avec le convoi HX 20.

## L'escorte
Ce convoi est escorté en début de parcours par :
- les destroyers canadiens : NCSM Saguenay, HMCS Restigouche et NCSM Skeena
- le cuirassé britannique : HMS Revenge

## Le voyage
Les destroyers canadiens font demi-tour le 8 février. Le cuirassé quitte le convoi à son tour le 14 février. Il est relayé par les destroyers HMS Vanessa (en), HMS Vanoc (en) et HMS Wolverine jusqu'à l'arrivée. 
Le cargo Loch Maddy s'écarte du convoi et est touché par une torpille lancée par le sous-marin allemand U-57 le 21 février vers 18 h. Il y a 4 morts. Le navire est endommagé et est abandonné par 35 survivants. Ils sont recueillis par le destroyer HMS Diana. Le cargo part à la dérive et sera achevé par le sous-marin U-23 près de Kirkwall (58° 58′ 10″ N, 2° 53′ 33″ O).